# Sobredosis de barbitúricos
La sobredosis de barbitúrico es el envenenamiento debido a dosis excesivas de barbitúricos.  Los síntomas generalmente incluyen dificultad para pensar, falta de coordinación, disminución del nivel de conciencia y disminución del esfuerzo para respirar (depresión respiratoria).  Las complicaciones de una sobredosis pueden incluir edema pulmonar no cardiogénico.  Si se produce la muerte, esto se debe típicamente a la falta de respiración. 
La sobredosis de barbitúricos puede ocurrir por accidente o intencionalmente en un intento de causar la muerte.  Los efectos tóxicos son aditivos a los del alcohol y las benzodiacepinas.  La dosis letal varía según la tolerancia de la persona y la forma en que se toma el medicamento.  Los efectos de los barbitúricos se producen a través del neurotransmisor GABA.  La exposición puede verificarse analizando la orina o la sangre.
El tratamiento consiste en apoyar la respiración y dejar presión arterial de la persona.  Si bien no hay un antídoto, el carbón activado puede ser útil.  Pueden requerirse múltiples dosis de carbón.  Ocasionalmente se puede considerar la hemodiálisis. La alcalinización de la orina no se ha demostrado útil.  Si bien una vez fue una causa común de sobredosis, los barbitúricos son ahora una causa rara.

## Mecanismo
Los barbitúricos aumentan el tiempo durante el cual se abre el poro de cloruro del receptor GABAA, lo que aumenta la eficacia de GABA.  Esto difiere de las benzodiacepinas, las que aumentan la frecuencia de apertura del poro de cloruro, con lo que se aumenta la potencia de GABA.

## Tratamiento
El tratamiento del abuso o sobredosis de barbitúricos  generalmente es de mantención de la vida.  La cantidad de apoyo requerido depende de los síntomas de la persona.  Si el paciente está somnoliento pero despierto y puede tragar y respirar sin dificultad, el tratamiento puede ser tan simple como vigilar a la persona de cerca.  Si la persona no está respirando, puede requerir ventilación mecánica hasta que el medicamento haya desaparecido. 
El tratamiento de apoyo a menudo incluye lo siguiente: 
- El carbón activado puede administrarse a través de una sonda nasogástrica.
- Administración intravenosa de solución salina, naloxona, tiamina y/o glucosa.
- Intubación y bemegrida, o un respirador de mano donde no estén disponibles hasta que el paciente pueda respirar por sus propios medios.
- Observación en el Departamento de Emergencias durante varias horas o ingreso al hospital durante varios días de observación si los síntomas son graves.
- Aconseje al paciente sobre el uso indebido de drogas o remítalo a consulta psiquiátrica.

## Casos notables
Numerosos famosos como Antonio Flores, Andrés Caicedo, Marilyn Monroe, Dalida, Judy Garland, Chester Morris, George Sanders, Stefan Zweig, Pier Angeli, Jimi Hendrix,  Scott Newman, Brian Epstein, Alan Wilson, Scotty Beckett, Edie Sedgwick, Dominick Elwes, Dinah Washington, Carole Landis y las mexicanas Pina Pellicer, Miroslava Stern, Norma Angélica Ladrón de Guevara, Lupe Vélez y la cantante Lucha Reyes murieron de una sobredosis de barbitúricos.